# دبليو. ريس سميث جونيور
دبليو. ريس سميث جونيور (بالإنجليزية: W. Reece Smith, Jr.)‏ هو محامي وضابط أمريكي، ولد في 19 سبتمبر 1925 في أثينا في الولايات المتحدة، وتوفي في 11 يناير 2013 في تامبا في الولايات المتحدة.